# Col de Méraillet
Der Col de Méraillet, auch Col du Méraillet, ist ein 1605 m hoher Pass in den Französischen Alpen im Département Savoie.
Er liegt an der Passstraße von Beaufort zum Cormet de Roselend bei rund 12 km. Hier zweigt die Straße zur Staumauer des Lac du Roselend und dem Col du Pré ab, die über Arêches ebenfalls nach Beaufort führt.